# Wohra (Ohm)
Die Wohra in den hessischen Landkreisen Waldeck-Frankenberg und Marburg-Biedenkopf ist ein nördlicher, orographisch rechter und mit etwa 33,8 km Fließstrecke der längste Zufluss der Ohm.

## Name
Der Fluss wurde 1274 als „super Wara“ erstmals urkundlich erwähnt. Der Name ist wohl mit dem indogermanischen Wort *h2ṷer- „feucht sein“ urverwandt.

## Geographie

### Verlauf
Die Wohra entspringt im Kellerwald knapp 1 km nordnordwestlich von Battenhausen, einem abseits der Wohra an der Quelle des Urff-Zuflusses Appenbach gelegenen östlichen Ortsteil von Haina. Ihre Quelle liegt 1,5 km nördlich des 656,7 m hohen Hohen Lohr und 1 km südöstlich des Großen Keppelbergs (490,1 m) auf dem Osthang eines 541,5 m hohen Berges.
In ihrem ganz im Naturpark Kellerwald-Edersee verlaufenden Oberlauf umfließt die Wohra ihren Quellberg zunächst in Form eines nach Süden offenen Halbkreises im Gegenuhrzeigersinn, um schließlich in südwestliche Richtungen den Kellerwald in Haina zu verlassen, wobei sie die Wüstung Elberode etwas südlich passiert. Dieses Gebiet ist seit 1985 als Naturschutzgebiet „Wohrateiche bei Haina“ ausgewiesen.
Ab Haina bewegt sich die Wohra ausschließlich in südliche Richtungen, wobei das Wohratal zunächst in etwa die Grenze zwischen dem Burgwald im Westen und dem Kellerwald im Osten bildet.
Ab Gemünden stellt das Tal der Wohra nicht mehr die Ostgrenze des Burgwaldes zum Kellerwald dar, sondern zu den Gilserberger Höhen, wie der nördliche Teil der in Richtung Vogelsberg verlaufenden Oberhessischen Schwelle auch genannt wird. Dabei durchfließt die Wohra die Gemeinden Wohratal und Rauschenberg.
Nördlich der Kernstadt von Kirchhain zweigt von der Wohra beim Wohra-km 3,1 nach links die 3,2 km lange Mühlenwohra ab, die durch die Ortschaft westlich des Ortskerns fließt und – ohne wieder in die Wohra einzufließen – etwas südwestlich von Kirchhain kurz vor der Bundesstraße 62 beim Ohm-km 12,65 den dort etwa von Südosten heranfließenden Lahn-Zufluss Ohm erreicht. Die Wohra mündet westlich unterhalb der Kirchhainer Kernstadt und kurz nach Tangieren des Erlensees und Unterqueren der B 62 beim Ohm-km 11,5 in die dort von Osten kommende Ohm. Die Mündungen beider Gewässer – Wohra und Mühlenwohra – liegen im Hochwasserrückhaltebecken Kirchhain/Ohm.
Der 33,8 km lange Lauf der Wohra endet ungefähr 281 Höhenmeter unterhalb ihrer Quelle, sie hat somit ein mittleres Sohlgefälle von etwa 8,3 ‰.

Die Wohra von der Quelle zur Mündung
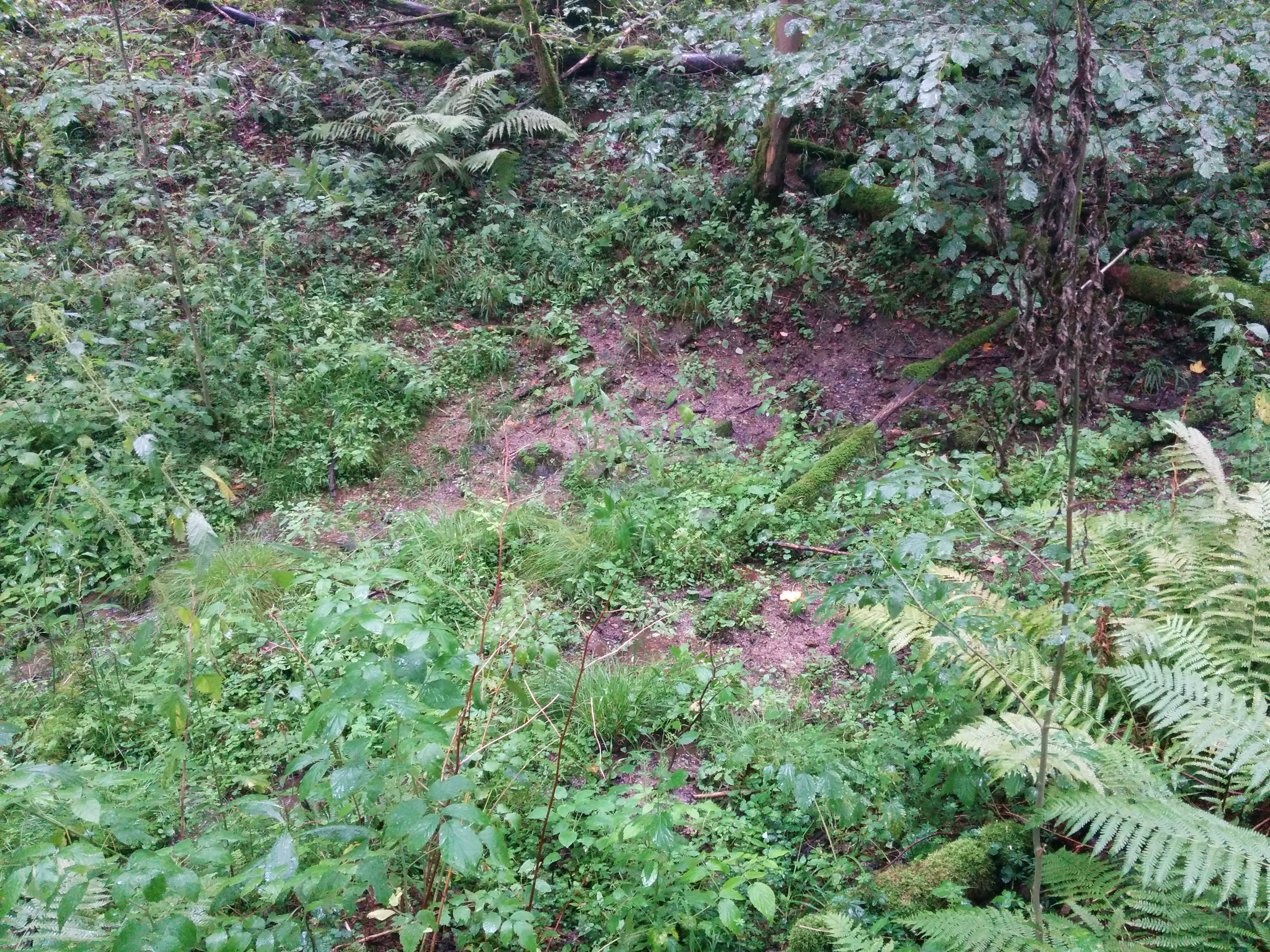
Quelle der Wohra
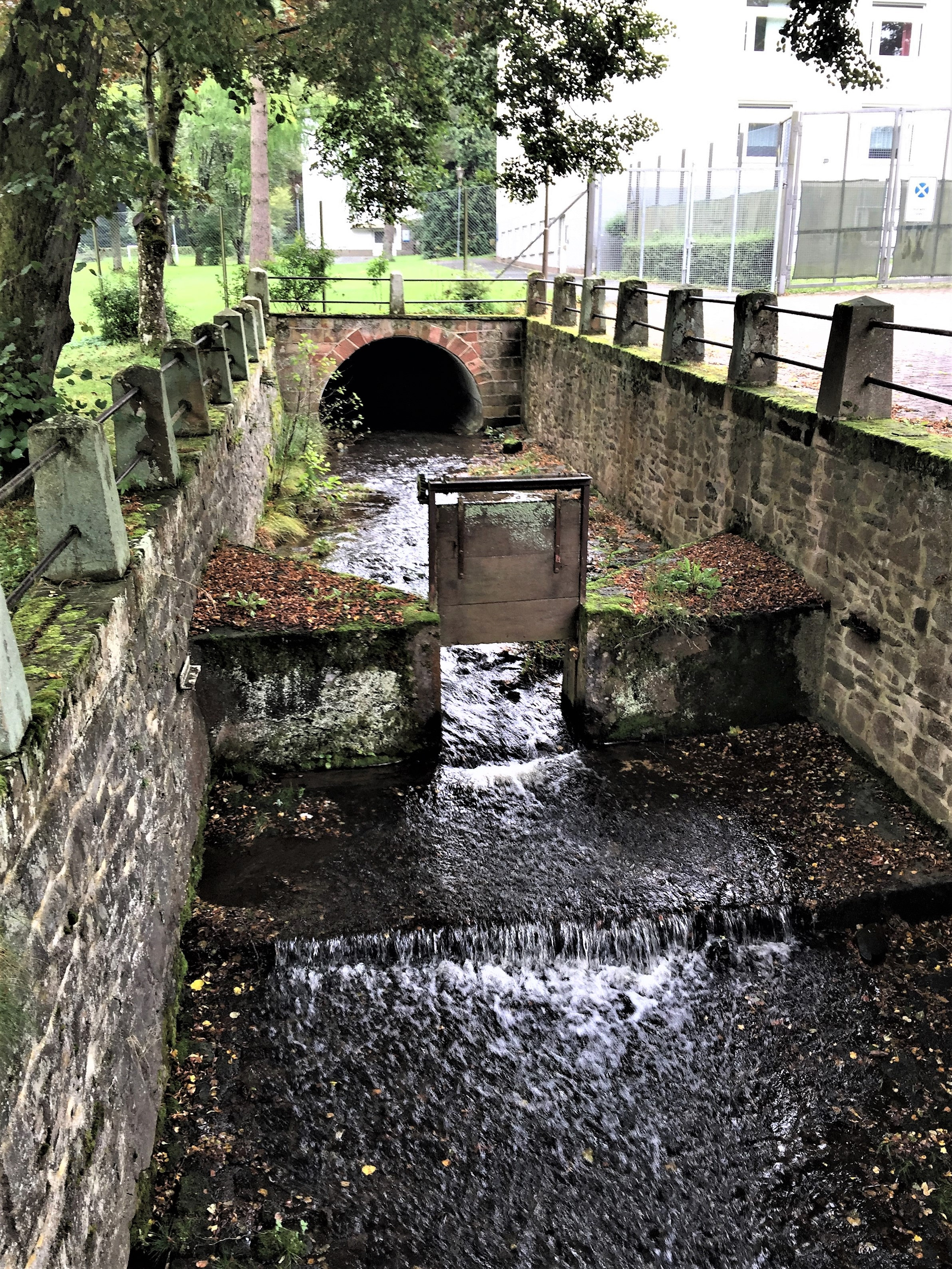
Die Wohra beim Kloster Haina
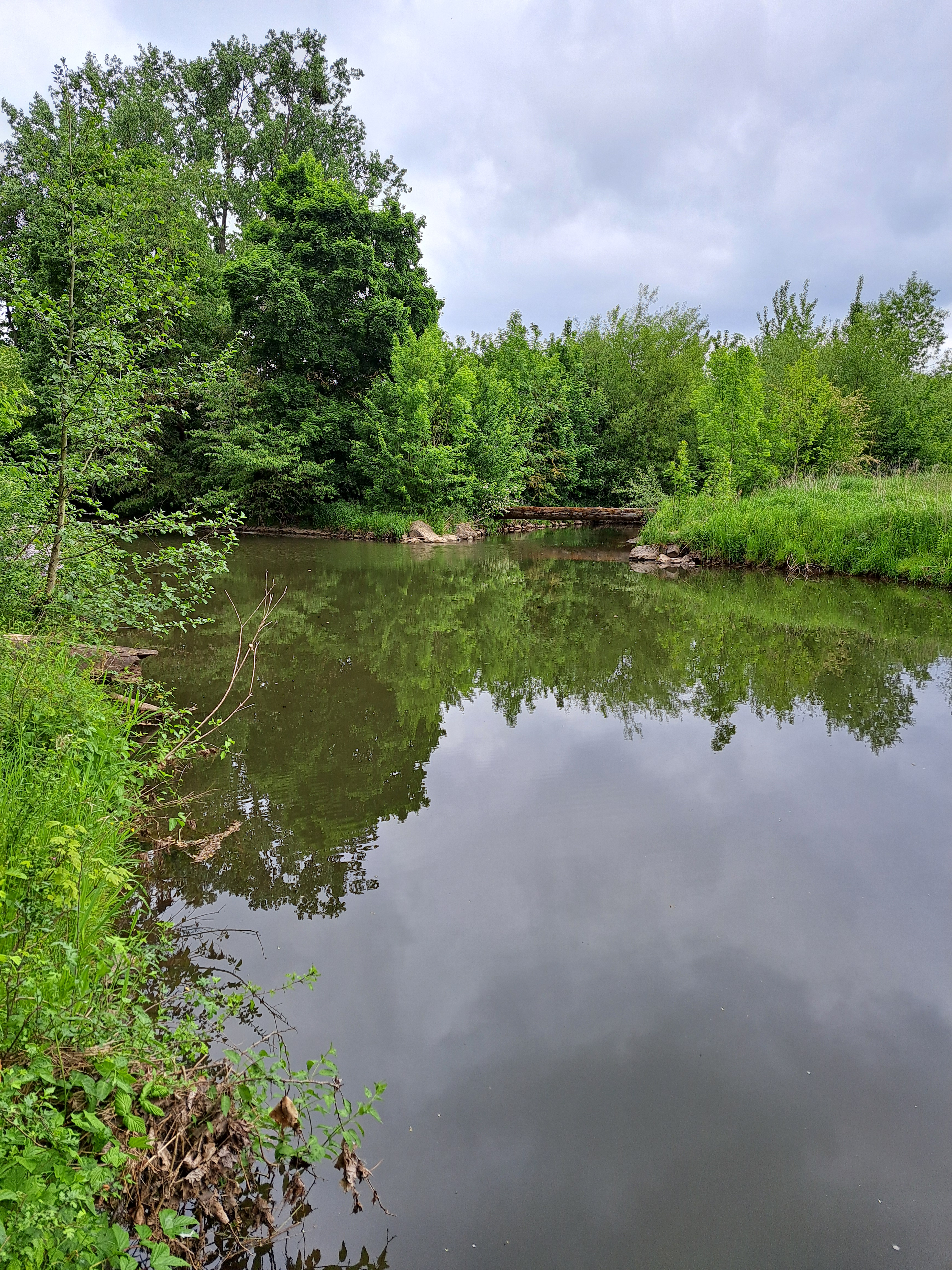
Mündung der Wohra in die Ohm

### Einzugsgebiet
Das rund 285 km² große Einzugsgebiet der Wohra liegt im Westhessischen Berg- und Senkenland und wird durch sie über die Ohm, die Lahn und den Rhein zur Nordsee entwässert.

### Zuflüsse
Die wichtigsten Zuflüsse der Wohra von der Quelle bis zur Mündung in die Ohm sind:
| Name                | Seite  | Länge (km) | EZG (km²) | Abfluss (MQ; l/s) | Wohra- km | Mündungs- höhe (m ü. NHN) | Mündungsort                          | DGKZ      |
| ------------------- | ------ | ---------- | --------- | ----------------- | --------- | ------------------------- | ------------------------------------ | --------- |
| Kunzebach           | links  | 2,7        | 2,245     | 31,4              | 2,5       | 390                       | nördlich des Dielenberges            | 25828-12  |
| Gehlinger Bach      | rechts | 3,0        | 2,303     | 27,5              | 4,2       | 360                       | oberhalb Haina                       | 25828-14  |
| Königshauser Grund  | rechts | 4,5        | 4,811     | 47,2              | 5,4       | 330                       | Haina                                | 25828-16  |
| Lochgrund           | links  | 2,9        | 1,787     | 24,6              | 7,8       | 290                       | Gemünden-Herbelhausen                | 25828-172 |
| Ebersgraben         | links  | 7,1        | 10,42     | 109,9             | 11,2      | 255                       | oberhalb Gemünden                    | 25828-18  |
| Schweinfe           | rechts | 13,4       | 54,589    | 412,0             | 12,2      | 249                       | Gemünden                             | 25828-2   |
| Schiffelbach        | links  | 6,2        | 10,481    | 76,5              | 14,9      | 235                       | unterhalb Gemünden                   | 25828-34  |
| Heimbach            | links  | 5,8        | 6,746     | 45,7              | 16,4      | 230                       | oberhalb Wohra                       | 25828-36  |
| Bentreff            | rechts | 13,1       | 48,924    | 267,7             | 17,7      | 226                       | Wohra                                | 25828-4   |
| Josbach             | links  | 10,5       | 19,719    | 117,0             | 21,2      | 217                       | unterhalb Halsdorf                   | 25828-6   |
| Wadebach            | rechts | 4,0        | 12,71     | 84,1              | 21,6      | 215                       | zwischen Halsdorf und Ernsthausen    | 25828-72  |
| Hatzbach            | links  | 9,3        | 32,333    | 175,3             | 23,7      | 209                       | (unterhalb) Rauschenberg-Ernsthausen | 25828-8   |
| Rauschenberger Bach | rechts | 2,7        | 6,893     | 47,8              | 25,7      | 207                       | (südöstlich von) Rauschenberg        | 25828-92  |

### Naturräume
Alle Nebenflüsse oberhalb der Schweinfe entspringen dem (Mittel-)Kellerwald (Naturraum 344.1). Die Schweinfe selber indes entspringt zwar dem Kellerwald, bildet indes ab dem Zufluss des im äußersten Nordosten des Burgwaldes entspringenden Baches von Römershausen (von rechts) und um diesen Bach nach Nordwesten verlängert die Grenze zwischen Burg- und Kellerwald (Buntstruth, Naturraum 345.4, wird dem Burgwald zugerechnet).
Ab der Schweinfe-Mündung stellt das Wohratal einen eigenen Naturraum dar (345.3, ebenfalls Burgwald), der den „eigentlichen“ Burgwald (345.1-345.2) im Westen, aus dem alle rechten Nebenflüsse fortan kommen, von den Gilserberger Höhen im Osten separiert, aus denen alle linken Nebenflüsse kommen. Das Zufließen des Wadebaches von rechts kennzeichnet schließlich den Übergang vom Nördlichen Burgwald (345.1) zum nur noch in Teilen bewaldeten Südlichen Burgwald (345.2).

## Mühlen
Entlang der Wohra finden sich zahlreiche Mühlen.
| - Dorfmühle Haina - Hörlemühle - Schlascher Mühle - Schneidemühle - Aumühle Gemünden - Struthmühle - Mühle in der Ratz (bei Wohra) | - Elektrizitätswerk Halsdorf - Wambach-Mühle - Schmaleicher Mühle - Hardtmühle - Papiermühle in Kirchhain - Große Mühle in Kirchhain |